# Fallen (film)
Fallen är en fantasy-drama-äventyrsfilm baserad på boken med samma namn skriven av Lauren Kate. Den hade premiär under hösten 2016.

## Produktion
I februari 2013 meddelades det att Scott Hicks, som bland annat har blivit Oscarnominerad för filmen Shine, ska regissera filmen. I augusti 2013 meddelades det att Jeremy Irvine fått rollen som Daniel Grigori och Addison Timlin fått rollen som Lucinda "Luce" Price. Filminspelningen började i februari 2014 i Budapest, Ungern.

## Rollista
| Addison Timlin      | – Lucinda "Luce" Price |
| Jeremy Irvine       | – Daniel Grigori       |
| Harrison Gilbertson | – Cameron "Cam" Briel  |
| Daisy Head          | – Arriane Alter        |
| Lola Kirke          | – Penn                 |
| Hermione Corfield   | – Gabbe Givens         |
| Malachi Kirby       | – Roland Sparks        |
| Sianoa Smit-McPhee  | – Molly Zane           |
| Joely Richardson    | – Sophia Bliss         |
| Juliet Aubrey       | – Doreen Price         |